# My Little Pony: The Movie (Original Motion Picture Soundtrack)
My Little Pony: The Movie (Original Motion Picture Soundtrack) es el álbum de la primera película de la serie animada infantil My Little Pony: The Movie, lanzado el 22 de septiembre de 2017 por RCA Records.

## Composición

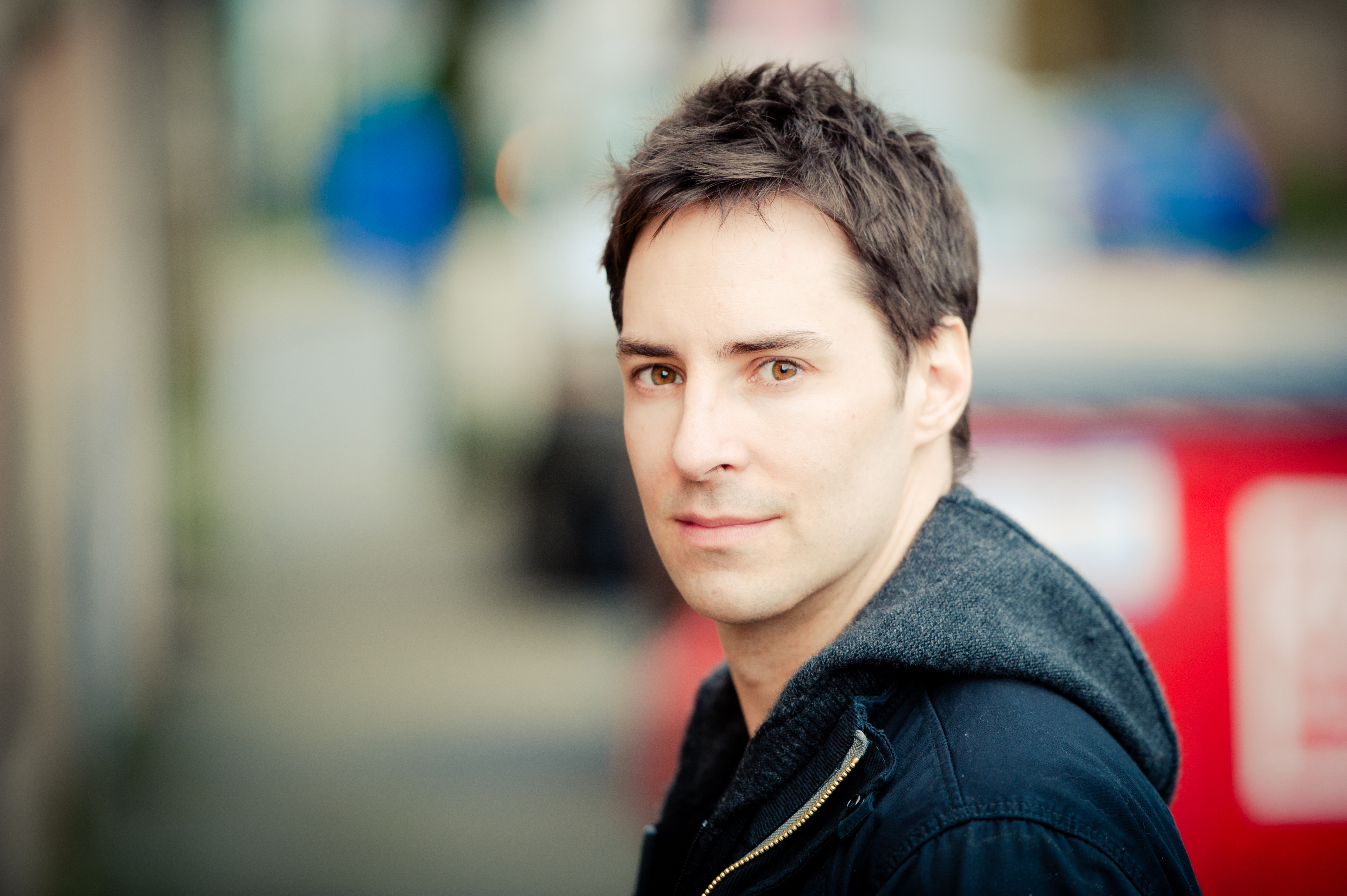
Daniel Ingram (fotografía).

La mayoría de las canciones de la película y su puntuación fueron compuestas por Daniel Ingram, quien anunció por primera vez en GalaCon 2015 que estaría colaborando con una orquesta de estudio en vivo para la película. En la composición de la película, Ingram dijo: "Tuve que desafiarme a llevar más allá lo que se había hecho en el programa de televisión, escribir de una forma más grande y más épica".
En la presentación del inversor Toy Fair de Hasbro el 17 de febrero de 2017, la compañía anunció que habrá siete canciones originales en el álbum de la banda sonora. Se crearon unas 5.800 páginas de composición para todas las partes orquestales de la composición.
La grabación de la composición comenzó el 5 de junio de 2017 y finalizó el 11 de junio del mismo año.
La cantante australiana Sia contribuyó una canción original a la banda sonora de la película la cual fue titulada "Rainbow" (arco iris).
La banda danesa Lukas Graham también contribuyó con una canción original para la película la cual fue titulada "Off to See the World", que fue utilizado en el primer tráiler de la película. Otros artistas incluidos en el álbum son la banda estadounidense DNCE y la cantante de K-pop CL.

## Promoción
La canción de la cantante australiana Sia "Rainbow" fue lanzada como un sencillo del álbum el 15 de septiembre de 2017. En una sesión de Facebook Live el 12 de septiembre de 2017, Tara Strong y Andrea Libman, en sus respectivos papeles de Twilight Sparkle y Pinkie Pie, anunciaron que el vídeo musical de la canción sería publicado en la página de Facebook de Entertainment Weekly el 14 de septiembre del mismo año, interpretado por Maddie Ziegler. "Entertainment Weekly" lanzó el vídeo el 19 de septiembre de 2017.

## Lista de canciones
Toda la música compuesta por Música compuesta por Daniel Ingram (pistas 1-5), y Paul Blair y Mark Nilan, Jr. (Pistas 8-11, 13). 
| My Little Pony: The Movie (Original Motion Picture Soundtrack) |                                |                                                                                                | |          |  |
| N.º                                                            | Título                         | Escritor(es)                                                                                   | Artista(s) | Duración |  |
| 1.                                                             | «We Got This Together»         | Daniel Ingram Michael Vogel                                                                    | Rebecca Shoichet Shannon Chan-Kent Andrea Libman Ashleigh Ball Kazumi Evans Cathy Weseluck Tabitha St. Germain Michelle Creber Peter New | 3:32     |  |
| 2.                                                             | «I'm the Friend You Need»      | Ingram Vogel                                                                                   | Taye Diggs | 2:15     |  |
| 3.                                                             | «Time to Be Awesome»           | Ingram Vogel                                                                                   | Zoe Saldaña Ball Chan-Kent Libman Evans Weseluck Max Martini Mark Oliver Nicole Oliver                                                   | 2 lo:54  |  |
| 4.                                                             | «One Small Thing»              | Ingram Vogel Meghan McCarthy                                                                   | Kristin Chenoweth Chan-Kent Libman Ball Evans                                                                                            | 2:47     |  |
| 5.                                                             | «Open Up Your Eyes»            | Ingram Vogel                                                                                   | Emily Blunt | 3:23     |  |
| 6.                                                             | «Rainbow»                      | Sia Furler Jesse Shatkin James Notorleva                                                       | Sia | 3:17     |  |
| 7.                                                             | «Off to See the World»         | Christopher Brown Lukas Forchhammer Morten Jensen Stefan Forrest Morten Pilegaard David Labrel | Lukas Graham | 3:04     |  |
| 8.                                                             | «Thank You for Being a Friend» | Andrew Gold Rachel Platten Mark Nilan, Jr. Paul Blair Lindy Robbins                            | Rachel Platten | 3:17     |  |
| 9.                                                             | «Can You Feel It»              | Sam Hollander Blair Nilan Nate Cyphert Joe Jonas Cole Whittle                                  | DNCE | 2:54     |  |
| 10.                                                            | «I'll Chase the Sky»           | Blair Nilan Shane Stevens Rob Persaud Justin Forest                                            | Jessie James Decker | 2:52     |  |
| 11.                                                            | «No Better Feelin'»            | Lee Chae-rin Blair Nilan Dino Zisis Nick Monson Toby Lightman Stevens                          | CL | 2:53     |  |
| 12.                                                            | «I'll Be Around»               | Palmer Reed Zisis Blair Nilan Anthony Pavel Jonathan Pratt Matthew Richert Fatima Dahmouh      | Palmer Reed | 3:49     |  |
| 13.                                                            | «Neighsayer»                   | Lukas Nelson Stevens Ruby Amanfu Nilan Blair                                                   | Lukas Nelson | 3:17     |  |
| 40:14                                                          |                                |                                                                                                | |          |  |